# ستيفن إي. سنو
ستيفن إي. سنو (بالإنجليزية: Steven E. Snow)‏ هو محامي أمريكي، ولد في 23 نوفمبر 1949.